# Гэри (Индиана)
Гэ́ри (англ. Gary [ɡɛəri]) — город в округе Лейк, штат Индиана (США). Население по переписи 2020 года составила 69 093, что ставит этот город в списке на одиннадцатое место по численности населения городов Индианы на 2021 год. В городе исторически преобладает крупная промышленная деятельность. Здесь находятся американская сталелитейная компания U.S. Steel с металлургическим заводом Gary Works, крупный металлургический комбинат комплекс в Северной Америке. Гэри находится вдоль южного берега озера Мичиган в примерно 40 километрах (25 милях) юго-восточней делового центра Чикаго. Город является западными воротами в Indiana Dunes National Park и находится в пределах Большого Чикаго.
Имя города было дано в честь адвоката Элберта Генри Гэри, основателя «United States Steel Corporation». Предприятие «U.S. Steel» основала город в 1906 году, как фабричный посёлок, для обслуживания своих сталелитейных заводов. Как и другие города ржавого пояса, некогда процветающая сталелитейная промышленность Гэри значительно пострадала от исчезновения рабочих мест в местном производстве с 1970-х годов. Как результат этого экономического сдвига, население города резко сократилось на 61% начиная с 1960 года. Из-за большого сокращения населения и ухудшения экономики, город часто приводят в пример деиндустриализации и деградации городской среды в Америке.
Несмотря на то, что изначально город был очень разнообразным, в настоящее время в Гэри один из самых высоких в стране процентов афроамериканцев. В период с 1970 по 2010 год Гэри в течение 40 лет удерживал первое место в стране по процентной численности чернокожего населения. Город также может похвастаться наследием афроамериканских культурных и исторических подвигов, таких как избрание первого в стране чернокожего мэра (смотри Ричард Гордон Хэтчер), проведение первого и крупнейшего Национального политического съезда чернокожих и в 1945 году став первым городом в Среднем Западе (и одним из первых во всей стране), полностью интегрировавшим свою систему государственных школ.
В городе имеется Gary/Chicago International Airport, альтернативный аэропорт двум крупным аэропортам Чикагского региона. Городской общественный транспорт обеспечивается фирмой Gary Public Transportation Corporation и железной дорогой South Shore Line, которая соединяется с системой города Чикаго. Здесь располагается профессиональная бейсбольная команда Gary SouthShore RailCats. Помимо крупных сталелитейных заводов, город известен как родина cемьи Джексонов, семья известных эстрадных артистов, среди членов которой певец Майкл Джексон.

## История

### Основание и первые годы
Город был основан в 1906 году U.S. Steel, как фабричный посёлок, для обслуживания своих сталелитейных заводов. Населённый пункт был назван в честь адвоката Элберта Генри Гэри, основателя «United States Steel Corporation».
Городок стал местом волнений в 1919 году. 4 октября 1919 года вспыхнул бунт между сталелитейщиками и забастовщиками, привлечёнными извне проходившей на улице Бродвей, главной артерии Гэри, пролегающей с севера на юг, проходящая через центр. Губернатор Индианы Джеймс П. Гудрич через три дня объявил военное положение. Вскоре после этого более четырёх тысяч федеральных солдат под командованием генерала Леонарда Вуда прибыли для восстановления порядка.
Сталелитейная промышленность обеспечила Гэри быстрый рост и разнообразное население в течение первых 26 лет после его основания. Согласно переписи населения в 1920 году, 29,7% населения городка в то время классифицировались как уроженцы других стран, в основном восточноевропейских, а 30,8% как коренные жители, у которых хотя бы один родитель был иностранцем. К переписи 1930 года первая перепись населения, в ходе которой численность населения Гэри превысила сто тысяч человек. Город был пятым по величине в Индиане и сопоставим по размерам с Саут-Бенд, Форт-Уэйн и Эвансвилл. В то время 78,7% населения относились к белым, 19,3% были иностранцами, а 25,9% коренными жителями, у которых хотя бы один родитель был иностранцем. Помимо белых внутренних мигрантов, город приехало множество афроамериканских переселенцев с Юга из-за Великой миграции американских негров и 17,8% населения было отнесено к чернокожим. 3,5% были классифицированы как мексиканцы (теперь, вероятно, будут идентифицированы как латиноамериканцы, поскольку некоторые из них, скорее всего, были не только иммигрантами, но и американскими гражданами).

### После Второй мировой войны
С ростом промышленности, город стал процветать. Улица Бродвей стала известна, как коммерческий центр. В центре города и в районе Глен-Парк были построены универмаги и кинотеатры с богатой архитектурой.
В 1960-х годах город стал переживать период упадка, как и многие другие американские городские центры, зависящие от одной конкретной отрасли промышленности. Упадок был вызван сокращением занятости в сталелитейной промышленности в целом, что заставило компанию «U.S. Steel» уволить многих рабочих. В 1970 году на заводе «Gary Works» работало более тридцати тысячи человек, к 1990 году их число сократилось до шести тысяч, а в августе 2015 года до 5 100. Попытки поддержать экономику города с помощью крупных строительных проектов, таких как отель «Holiday Inn» и конференц-центр «Genesis Convention Center», не смогли обратить вспять спад.

### Беспорядки 1968 года
В июле 1968 года в городе вспыхнули беспорядки. 3000 военнослужащих Национальной гвардии штата прибыли в город, для восстановления общественного порядка. Был введён комендантский час, запрет на продажу бензина и алкоголя, что помогло подавить беспорядки. Более 110 человек были арестованы, было подожжено три магазина и зарегистрировано не менее 15 огненных бомбардирвок.

### Расовые изменения
Эти изменения населения привели к политическим переменам, которые отразились на расовой демографии Гэри: доля чернокожих и латиноамериканцев в населении города выросла с 21% в 1930 году, 39% в 1960 году и 53 % в 1970 году. Чернокожие и латиноамериканцы в преимущественно проживали в районе Мидтаун к югу от центра города (по данным переписи 1950 года, в этом районе проживало 97% чернокожего населения Гэри). В этом городе Ричард Гордон Хэтчер стал первым мэром афроамериканского происхождения, в 1972 году здесь проходил Национального политического съезда чернокожих.
В конце 1990-х годов, начале 2000-х, по данным переписи 2000 года в городе была высокая доля афроамериканцев среди городов США с населением в 100 тысяч человек и более, в количестве 84%. На 2024 год население опустилось ниже 100 тысяч жителей и такое соотношение больше не относится. По состоянию на 2013 год, по данным Департамента реконструкции Гэри, одна треть всех домов в городе не занята и/или заброшена.

### U.S. Steel
Компания «U.S. Steel» остаётся крупным производителем стали, но её производство составляет лишь малую часть от прежнего уровня. Хотя городу и не удалось восстановить производственную базу после пика численности населения, в 1990-х годах на берегу озера Гэри открылись два казино. Однако ситуация усугубилась тем, что штат закрыл Клайн-авеню, важный подъезд к району. Сегодня Гэри сталкивается с последствиями «ржавого пояса», включая более высокий, чем в среднем по стране, уровень безработицы и разрушающуюся инфраструктуру.

### Новейшая история
Некоторые школьные здания были использованы повторно, большинство так и остались неиспользованными после закрытия. По состоянию на 2014 год городом рассматривается возможность закрытия дополнительных школ в связи с дефицитом бюджета.
Начальник полиции Гэри Томас Хьюстон был осуждён за чрезмерное применение силы и превышение полномочий в 2008 году. Отбывая срок в федеральной тюрьме, он скончался в 2010 году.
В апреле 2011 года 75-летний мэр Руди Клэй объявил, что приостанавливает свою кампанию по переизбранию, поскольку проходит курс лечения от рака простаты. Он поддержал соперницу Карен Фриман-Уилсон, которая победила на демократических выборах на пост мэра в мае 2011 года. Фримен-Уилсон победила на выборах, набрав 87 процентов голосов. В январе 2012 году начались её полномочия. Она стала первой женщиной, избранной мэром в истории города. Была переизбрана в 2015 году. На демократических праймериз 2019 года она потерпела поражение в борьбе за третий срок от представителя округа Лейк — Джерома Принса. На всеобщих выборах в ноябре 2019 года никто не выдвинул своих кандидатов, выдвижение Принса было равносильно избранию. Он официально сменил Фримена-Уилсона 1 января 2020 года, через два дня после того, как был приведён к присяге в качестве 21-го мэра города 30 декабря 2019 года.
В мае 2021 года в городе открылось Hard Rock Casino стоимостью 300 миллионов долларов. Заведение, получившее название «Hard Rock Casino Northern Indiana», включает в себя памятные вещи местных уроженцев, как The Jackson 5 и концертный зал Hard Rock Live на 1 950 мест.

## География
Город расположен на южной оконечности бывшего дна доисторического озера Чикаго и нынешнего озера Мичиган. Бо́льшая часть почвы города, почти на фут ниже поверхности, представляет собой чистый песок. Песок под Гэри и на его пляжах настолько объёмен и качественен, что уже более века компании добывают его, особенно для производства стекла.
По данным Бюро переписи населения США, общая площадь города составляет 131,22 км2, из которых 129,32 км2 (49,932 кв. мили) приходится на сушу и 1,89 км2 (0,731 кв. мили) на воду.
Город имеет Т-образную форму, его северная граница проходит по озеру Мичиган. В самой северо-западной части Гэри граничит с городом Хаммонд и Ист-Чикаго. 165-я улица, одна из нескольких дорог, соединяющих Хаммонд и Гэри, с 1981 года отгорожена от Гэри стеной, первоначально из-за токсичного вод. Миллер-Бич самый восточный район Гэри, граничит с городом Лейк-Стейшн и Портидж. Самый южный район граничит с городами — Гриффит, Хобарт, Меррилвилл и невключённая территория Росс.
В городе находится западная часть Indiana Dunes National Park, включая Миллер-Вудс, западную часть озера Лонг-Лейк (озеро) и Центр экологического образования имени Пола Х. Дугласа. Большая часть парка находится в районе Миллер-Бич, хотя западная часть парка простирается до центра Гэри.

### Климат
Климат город внесён по списку Классификации климатов Кёппена, как Влажный континентальный климат. Июль и август, самые жаркие месяцы, средние температуры составляют 29 °C и достигают максимума 38 °C, а низкие температуры составляют в среднем 17 °C. Январь и февраль, самые холодные месяцы, средние высокие температуры составляет около -2 °C, а низкие -11 °C, как минимум несколько дней температура опускается ниже -18 °C.
Погода в значительной степени регулируется близостью к озеру Мичиган. Погода меняется ежегодно. В летние месяцы влажно. Ежегодное количество осадков в городе составляет в среднем около 40 дюймов. Лето самый дождливый сезон. Зимы бывают разными, но преимущественно снежными. В среднем выпадает около 25 дюймов снега в год. Иногда случаются сильные метели из-за явления под названием «снежный эффект озера», при котором большое количество воды, испаряющейся из озера, выпадает на береговую линию в виде огромного количества снега.
| Показатель                    | Янв. | Фев. | Март | Апр. | Май  | Июнь | Июль | Авг. | Сен. | Окт. | Нояб. | Дек. | Год  |
| ----------------------------- | ---- | ---- | ---- | ---- | ---- | ---- | ---- | ---- | ---- | ---- | ----- | ---- | ---- |
| Абсолютный максимум, °C       | 21   | 21   | 27   | 33   | 38   | 41   | 40   | 39   | 39   | 33   | 29    | 19   | 41   |
| Средний суточный максимум, °C | −0,3 | 1,8  | 7,1  | 14,7 | 20,6 | 26,4 | 28,8 | 28,1 | 24,2 | 18,1 | 9,2   | 2,1  | 15,1 |
| Средний суточный минимум, °C  | −8,6 | −6,7 | −1,7 | 4,4  | 9,8  | 15,5 | 18,3 | 17,7 | 13,3 | 7,6  | 0,7   | −5,6 | 5,4  |
| Абсолютный минимум, °C        | −30  | −23  | −21  | −8   | −4   | 2    | 8    | 6    | 1    | −7   | −18   | −27  | −30  |
| Норма осадков, мм             | 46   | 43   | 84   | 94   | 97   | 110  | 89   | 86   | 99   | 66   | 64    | 76   | 960  |
| Источник: Weatherbase         |      |      |      |      |      |      |      |      |      |      |       |      |      |

## Районы

### Районы города
Центр города Гэри разделён улицей носящее название Бродвей и делящий на два отдельных района. Первоначально город Гэри состоял из таких районов, как Ист-Сайда, Вест-Сайда, Саут-Сайда (район к югу от железнодорожных путей в районе 9-й авеню) и Глен-Парка, расположенного дальше на юг вдоль Бродвея. Ист-Сайд был разграничен улицами, названными в честь штатов в порядке их принятия в Союз. В этом районе располагались в основном деревянные каркасные дома, одни из самых ранних в городе, и в XX веке он стал известен благодаря этническому населению из Европы и большим семьям. Односемейные дома имели повторяющийся дизайн, который чередовался от одной улицы к другой, причём некоторые улицы выглядели очень похоже. Среди наиболее примечательных зданий Ист-Сайда — Мемориал Аудиториум (большой гражданский зал из красного кирпича и камня, место проведения многочисленных мероприятий, концертов и выпускных вечеров), театр «Палас», школа Эмерсона, церковь Святого Луки, универмаги. Все они выходили на Бродвей — главную улицу, разделявшую Гэри.
В западной части Гэри, были улицы, названные в честь президентов Соединенных Штатов в порядке их избрания. На западной стороне Бродвея располагались магазины. Эта часть города, застроенная позже, была известна своими каменными или кирпичными домами, более высокими и крупными коммерческими зданиями, включая здание Национального банка Гэри, отель Гэри (ныне «Genesis Towers»), отель и здание «The Knights of Columbus Hotel» (сейчас доступное жильё на 5-й авеню), театр «the Tivoli Theater» (снесён), почтовое отделение США, главная библиотека, больница «Mercy and Methodist Hospitals», собор и школа Святых Ангелов. В Вест-Сайде также была вторая главная улица, Пятая авеню, вдоль которой располагалось множество коммерческих предприятий, ресторанов, театров, высотных зданий и элегантных многоквартирных домов. Считалось, что в Вест-Сайде живут более состоятельные люди. Дома датируются примерно 1908-1930-ми годами. Большая часть жилья в Вест-Сайде предназначалась для руководителей «U.S. Steel» и других видных бизнесменов. Примечательны особняки на Тайлер-стрит и Линкольн-стрит. Многие дома располагались на больших участках. Напротив, район, где проживал рабочий класс, состоял из рядов домов, построенных из монолитного бетона и известных как «дома-мельницы». Они были построены для проживания рабочих сталелитейного завода.
Районы, известные как Эмерсон и Даунтаун-Уэст, объединяются в Даунтаун Гэри. Он был застроен в 1920-х годах и в нём расположено несколько впечатляющих архитектурных объектов, включая «the Moe House», спроектированный Фрэнком Ллойдом Райтом и Wilbur Wynant House, который был уничтожен пожаром. В последние годы значительное количество старых построек было снесено из-за дороговизны реставрации. Реструктуризация сталелитейной и других отраслей тяжёлой промышленности в конце XX века привела к потере рабочих мест, что негативно сказалось на городе.
Среди заброшенных зданий в центре города есть такие исторические сооружения, как железнодорожный Объединённый вокзал Гэри, Театральный дворец и Городская методистская церковь. Большая часть центра города была опустошена крупным пожаром 12 октября 1997 года. Между центром Гэри и заводом «United States Steel» была построена межштатная автомагистраль 90.

### Запад
Район Эмбридж-Мэнн расположен в западной части города вдоль пятой авеню. Амбридж был создан для рабочих близлежащего сталелитейного завода в 1910-х и 1920-х годах. Название района получило в честь Американского мостостроительного завода, который был дочерней компанией «U.S. Steel». В этом районе сосредоточено огромное количество домов в стиле прерий и ар-деко. В этом районе находился масонский храм Гэри, а так же многоквартирный дом «Ambassador». Расположенный к югу от шоссе 90, район можно увидеть, проезжая по Бьюкенен-стрит.
Район Брунсвик расположен на крайнем западе города. Район находится к югу от межштатной автомагистрали 90 и его можно увидеть со скоростного шоссе. В районе Брунсвик находится торговый центр «Tri-City Plaza» на Западной пятой авеню (U.S. 20). Район находится к югу от международного аэропорта Gary/Chicago International Airport.
Район Даунтаун-Вест расположен в северной части центрального района города на западной стороне Бродвея, к югу от шоссе 90. Вдоль пятой авеню расположены конференц-центр «Genesis Convention Center», полицейское управление, здание суда Лейк-Супериор и главный филиал публичной библиотеки. В 2006 году на средства гранта Министерства жилищного строительства и городского развития США по программе HOPE VI был построен новый жилой комплекс на 123 единицы. Adam Benjamin Metro Center расположен чуть севернее четвёртой авеню. Он находится в ведении Gary Public Transportation Corporation и служит мультимодальным узлом. Он служит как железнодорожной станцией Downtown Gary South Shore, так и остановкой междугородних автобусов.
Район Tolleston один из старейших районов, возникший раньше остальных. Он был заложен Джорджем Толле в 1857 году, когда в этом районе была проложена железная дорога. Этот район находится к западу от Мидтауна и к югу от Амбридж-Манн.

### Юг
Район Блэк-Оук находится в юго-западной части, недалеко от съезда с Бурр-стрит на скоростную автостраду Борман. Он был включён в 1970-х годах. До этого Блэк-Оук был невключённым районом, неофициально связанным с городком Хаммонд, так как этом районе имеются телефонные номера последнего. После трёх референдумов избиратели района одобрили вхождение, убедив мэра Хэтчера в том, что они получат больше пользы от услуг, предоставляемых городом, чем от услуг, предоставляемых округом. Сейчас это единственный район в городе, где большинство составляют белые.
Район Глен-Парк расположен в южной части города и состоит в основном из домов середины XX века. Глен-Парк отделён от остальной части города скоростной автострадой Борман. В северной части Глен-Парка находится поле для гольфа Глисон-парк и здание Северо-западного университета Индианы. В западной части находится торговый центр «Village Shopping Center». Глен-Парк включает в себя 37-ю Авеню и Бродвей.
Район Мидтаун расположен к югу от Даунтауна, расположивших вдоль Бродвея. Во времена сегрегации до 1960-х годов здесь исторически сложился «чёрный» район, поскольку афроамериканцы приехали в Гэри из сельских районов Юга в рамках Великой миграции в поисках работы в промышленной экономике.

### Север и Восток
Район Этна расположен в восточной части города вдоль магистрали Dunes Highway. Район возник раньше города Гэри. Район был основан, как фабричный посёлок был основан в 1881 году компанией «Aetna Powder Works», производящей взрывчатые вещества. Завод закрылся после окончания Первой мировой войны.
Городок Этна был присоединён к Гэри в 1928 году, примерно в то же время, когда город присоединил к себе городок Миллер. В конце 1920-х и начале 1930-х годов была процветающая промышленность Гэри способствовала развитию жилищного и иного строительства в районе, в результате чего здесь появилась впечатляющая коллекция зданий в стиле ар-деко. Остальная часть города была построена после Второй мировой войны и Корейской войны в 1950-х годах в несколько этапов. На юге и востоке района, пролегает граница с незастроенной поймой реки Литтл-Колумет.
Район Эмерсон расположен в северо-центральной части города на восточной стороне Бродвея. В Эмерсоне, расположенном чуть южнее межштатной автомагистрали 90, находится мэрия Гэри, а так же здание Департамента социальных служб штата Индиана и офис попечителя посºлка Калумет. В 2002 году на стадионе «U.S. Steel Yard» был построен бейсбольный стадион на 6 000 мест для бейсбольной команды «Gary SouthShore RailCats», а так же прилегающие коммерческие помещения и небольшая жилая застройка.
Район Миллер-Бич, известный как Миллер, находится в северо-восточной части Гэри. Заселённый в 1850-х годах и зарегистрированный как независимый город в 1907 году, Миллер был присоединён к Гэри в 1918 году. Миллер развивался вокруг старой остановки дилижансов и железнодорожной станции, известной в 1850-х годах как «Miller's Junction» и/или «Miller's Station». Миллер-Бич отличается расовым и экономическим разнообразием. Он привлекает интерес инвесторов благодаря множеству круглогодичных и летних домов, расположенных в нескольких минутах ходьбы от Маркет-Парк и озера Мичиган. Цены на недвижимость на берегу озера доступны по сравнению с ценами в пригородных районах штата Иллинойс. На Лейк-Стрит расположены магазины и рестораны для посетителей и жителей Миллер-Бич. Комплекс «East Edge» из 28 кондоминиумов, таунхаусов и односемейных домов, начал строиться в 2007 году на восточной окраине Миллер-Бич вдоль «County Line Road», в одном квартале к югу от озера Мичиган.

## Демография
Изменения в экономике и, как следствие, потеря рабочих мест привели к сокращению численности населения почти на две трети по сравнению с пиковым 1960 годом. Гэри, как и Сент-Луис с Детройт потеряли почти или более двух третей от пиковой численности населения.

### Перепись населения 2020 года
| Раса / Этническая принадлежность (НИ = Не испаноязычные)   | Население 2000 | Население 2010 | Население 2020 | % 2000  | % 2010  | 2020    |
| ---------------------------------------------------------- | -------------- | -------------- | -------------- | ------- | ------- | ------- |
| Только Белые (НИ)                                          | 10,338         | 7,151          | 6,374          | 10.06%  | 8.91%   | 9.23%   |
| Только Чернокожие или Афроамериканцы (НИ)                  | 85,704         | 67,363         | 54,660         | 83.41%  | 83.90%  | 79.11%  |
| Только Коренные американцы или Коренные жители Аляски (НИ) | 162            | 197            | 112            | 0.16%   | 0.25%   | 0.16%   |
| Только Азиаты (НИ)                                         | 123            | 156            | 124            | 0.12%   | 0.19%   | 0.18%   |
| Только Американцы с тихоокеанских островов (НИ)            | 15             | 5              | 11             | 0.01%   | 0.01%   | 0.02%   |
| Только Другие расы (НИ)                                    | 124            | 69             | 390            | 0.12%   | 0.09%   | 0.56%   |
| Смешанные или многорасовые Американцы (НИ)                 | 1,215          | 1,225          | 2,201          | 1.18%   | 1.53%   | 3.19%   |
| Латиноамериканцы США (любая раса)                          | 5,065          | 4,128          | 5,221          | 4.93%   | 5.14%   | 7.56%   |
| Всего                                                      | 102,746        | 80,294         | 69,093         | 100.00% | 100.00% | 100.00% |

По данным переписи 2020 года, в городе проживало 69 093 человека, 28 610 домохозяйств и 16 459 семей. Плотность населения составляла 1 388,9 жителей на квадратную милю (536.3 км2). В городе насчитывалось 37 274 единицы жилья. Расовый состав города был следующим Белые — 10,6%, Афроамериканцы — 80.2%, Коренные американцы — 0,4%, Азиаты — 0,2%, островитяне Тихого океана — 0,0%, другие расы — 3,3%, две и больше расы — 5,2%. Испаноговорящие или Латиноамериканцы другой расы — 7,6% от населения. Жителей моложе 18 лет — 27,6%, детей не старшей 5 лет — 7,0% и жителям 65 лет и старше — 18,5%.

### Перепись 2010 года
По данным переписи 2010 года, в городе проживало 80 294 человека, 31 380 домохозяйств и 19 691 семья. Плотность населения составляла 1 610,2 человека на квадратную милю (621,7/км2). В городе насчитывалось 39 531 единица жилья при средней плотности 792,7 на квадратную милю (306,1/км2). Расовый состав города составлял афроамериканцев — 84,8%, белых — 10,7%, коренных американцев — 0,3%, азиатов — 0,2%, представителей других рас — 1,8% и представители двух или более рас — 2,1%. Латиноамериканцы или латиноамериканцы любой расы составляли 5,1 % населения. Белые, не принадлежащие к латиноамериканской расе, составляли 8,9 % населения, по сравнению с 39,1% в 1970 году.
Всего насчитывалось 31 380 домохозяйств, в которых проживали дети до 18 лет — 33,5%, супружеские пары — 25,2%, женщина не имеющая мужа в настоящий момент — 30,9%, мужчина не имеющий жены — 6,7%, несемейные домохозяйства — 37,2%. Все домохозяйства состоявшие из отдельных людей — 32,8% и домохозяйства, в которых проживал один человек в возрасте 65 лет и старше — 11,9%. Средний размер домохозяйства составлял 2,54, а средний размер семьи — 3,23.
Медианный возраст жителей города составлял 36,7 лет. Количество жителей моложе 18 лет — 28,1%. В возрасте от 18 до 24 лет — 8,6%. От 25 до 44 лет — 21,8%. От 45 до 64 лет — 27,1. В возрасте 65 лет и старше — 14,5%. Гендерный состав города, мужчин — 46,0%, женщин — 54,0%.

### Перепись 2000 года
По данным переписи 2000 года, в городе проживало 102 746 человек, 38 244 домохозяйства и 25 623 семьи. Плотность населения составляла 2 045,5 жителей на квадратную милю (789,8/км2). В городе насчитывалось 43 630 единиц жилья при средней плотности 868,6 на квадратную милю (335,4/км2). В городе насчитывалось 43 630 единиц жилья при средней плотности 868,6 на квадратную милю (335,4/км2). Расовый состав города: Афроамериканы — 84,03%, белые — 11,92%, коренные Американцы — 0,21%, азиаты — 0,14%, Американцы с тихоокеанских островов — 0,02%, другие расы — 1,97% и представители двух или более рас — 1.71%. Латиноамериканцы или латиноамериканцы любой расы составляли 4,93%.
В стране насчитывалось 38 244 домохозяйства, из которых проживали дети до 18 лет — 31,2%, супружеские пары — 30,2%, женщин не имеющая мужа — 30,9%, несемейные домохозяйства — 33,0%. Всех домохозяйств состояли из отдельных людей — 28,9%, в домохозяйствах проживающий один человек в возрасте 65 лет и старше — 9,4%. Средний размер домохозяйства составлял — 2,66, а средний размер семьи — 3,28.
Количество жителей моложе 18 лет — 29,9%, в возрасте от 18 до 24 лет — 10,1%, от 25 до 44 лет — 25,1%, от 45 до 64 лет — 22,2% и от 65 лет и старше — 12,8%. Медианный возраст составил 34 года. На каждые 100 женщин приходилось 84,6 мужчины. На каждые 100 женщин в возрасте 18 лет и старше приходилось 78,0 мужчин.
Медианный доход домохозяйств в городе составил 27 195 долларов, а медианный доход семьи — 32 205 долларов. Средний доход мужчин составил 34 992 доллара, женщин — 24 432 доллара. Доход на душу населения в городе составил 14 383 доллара. Около 22,2% семей и 25,8% населения находились за чертой бедности, в том числе 37,9 % людей в возрасте до 18 лет и 14,1 % людей в возрасте 65 лет и старше.

## Искусство и культура

### Искусство и кино
В бродвейском мюзикле под названием «The Music Man», поставленном Мередитом Уиллсоном в 1957 году звучит песня «Gary, Indiana», в которой главный герой Гарольд Хилл профессор-мошенник с тоской вспоминает свой якобы в то время процветающий родной город. Хилл утверждает, что является выпускником «Gary Conservatory of Music, Class of '05», но позже выясняется, что это очередная его ложь. Город Гэри был основан только в 1906 году. Мюзикл Уиллсона, действие которого происходит в 1912 году, был адаптирован и как одноимённый фильм, вышедший в 1962 году, и как телевизионный фильм, снятый в 2003 году.
В 1996 году в городе был снят фильм Горячий город. В этом фильме снялись уроженец города — Фред Уильямсон, а также известные личности Пэм Гриер, Джим Браун, Ричард Раундтри, Изабель Санфорд и другие. С начала 2000-х годов Гэри стал местом действия многочисленных фильмов, снятых голливудскими кинематографистами. В 2009 году в Гэри снимались сцены для ремейка фильма Кошмар на улице Вязов. В городе проходили съёмки фильма Трансформеры 3: Тёмная сторона Луны.
Телеканалом History Channel был снят научно-популярный фильм «Жизнь после людей» в Гэри, исследуя районы, которые пришли в упадок или были заброшены жителями из-за потери работы.
Автором-исполнителем Джоном Мелленкампом в 1985 году была написана песня «Minutes to Memories», где имеется строчка «Я всю жизнь работал на сталелитейных заводах в Гэри», от лица старика едущего в автобусе, вспоминая свою скромную жизнь.

### Исторические места, включённые в Национальный реестр
Следующие отдельные объекты и национальные исторические районы включены в Национальный реестр исторических мест:
- Многоквартирный дом Американской листопрокатной и оловянной фабрики[англ.]
- Библиотека-филиал Луиса Дж. Бейли - Международный институт Гэри[англ.]
- Исторический район Комбс-Аддишн[англ.]
- Средняя школа Ральфа Уолдо Эмерсона[англ.]
- Исторический район Эскильсон[англ.]
- Gary Bathing Beach Aquatorium[англ.]
- Исторический район Гэри-Сити-Центр[англ.]
- Здание «Gary Land Company»[англ.]
- Мемориальный зал государственных школ Гэри[англ.]
- Исторический район Джексон-Монро Террасес[англ.]
- Исторический район Джефферсон-стрит[англ.]
- Здание «Knights of Columbus»[англ.]
- Исторический район Линкольн-стрит[англ.]
- Исторический район Хорас-Манн[англ.]
- Городская ратуша Миллера[англ.]
- Исторический район Монро-Террас[англ.]
- Исторический район Морнингсайд[англ.]
- Исторический район коттеджей на Полк-стрит[англ.]
- Исторический район Полк-стрит террэйсес[англ.]
- Академия колледжа и карьеры имени Теодора Рузвельта[англ.]
- Дом Барни Саблотни[англ.]
- Епископальная церковь Святого Августина (Гэри, Индиана)[англ.]
- Исторический район Ван-Бюрен-Тиррэйс[англ.]
- Исторический район Западной Пятой авеню[англ.]
- Исторический район Эскильсон[англ.]
- Евангелическая лютеранская церковь и школа Святого Иоанна[49]

### Общественные библиотеки
Общественная библиотечная система города состоит из главной библиотеки находящейся на Западной пятой авеню и нескольких филиалов: Брунсвикский филиал, филиал имени В.Э.Б. Дюбуа, филиал имени Дж.Ф. Кеннеди, Толлестонский филиал и Вудсонский филиал. В марте 2011 года Совет библиотеки проголосовал за закрытие главной библиотеки на Пятой авеню и Толлестонского филиала. По мнению чиновников, для лучшего экономического решения. Главная библиотека закрылась в конце 2011 года. Ныне в здании находится музей.
Общественная библиотека округа Лейк управляет филиалом в Блэк-Оук черте города Гэри. Кроме того, в здании Северо-Западного университета Индианы работает библиотека Джона В. Андерсона.

## Спорт
В городе базируются следующие спортивные команды: 
- Команда Gary SouthShore RailCats[англ.] является участником Американскаой ассоциации независимого профессионального бейсбола[англ.], профессиональной бейсбольной[англ.] командой. Команда играет на бейсбольном стадионе U.S. Steel Yard[англ.]. Команда «RailCats» играла в Northern League (бейсбол, 1993–2010)[англ.] с 2002 по 2010 года. В данный момент они играют в рамках Американской ассоциации профессионального бейсбола[англ.]. Команда выигрывала чемпионат лиги в 2005, 2007 и 2013 годах[54][55]
- Гэри принимал у себя две профессиональные баскетбольные франшизы. Команда «Gary Splash» играли в Международной баскетбольной лиге с 2010 по 2013 года в «Genesis Convention Center[англ.]». В промшлом, команда Gary Steelheads[англ.] играла так же в «Genesis Convention Center», как часть Международной баскетбольной лиги[англ.], Континентальная баскетбольная ассоциация, Баскетбольная лига Соединённых Штатов[англ.] и Международная баскетбольная лига.

## Образование
Город обслуживают три школьных округа. В нём расположено несколько чартерных школ.

### Общественные школы
Большинство государственных школ внаходятся в ведении Корпорации муниципальных школ Гэри. Другие государственные школы в городе находятся в ведении Корпорации школ Лейк-Ридж, которая является школьной системой для района Блэк-Оук и невключённой территории посёлка Калумет-Тауншип. Согласно закону об аннексии, жители Блэк-Оука сохранили свою первоначальную школьную систему и не обязаны были посещать государственные школы Гэри. В 1927 году было предписано, чтобы чернокожие ученики посещали отдельную среднюю школу.

### Чартерные школы
Чартерные школы в штате Индиана, в том числе и в Гэри, получают чартеры от одного из небольшого числа чартерных учреждений. Управление чартерными школами в Индиане обычно осуществляется в сотрудничестве между организацией, выдавшей чартер, местным советом родителей и членов общины, наёмными школьными администраторами и управляющей компанией. По состоянию на 2011 год в Гэри действовали следующие чартерные школы: Thea Bowman Leadership Academy, Charter School of the Dunes, Gary Lighthouse Charter School (бывшая Blessed Sacrament Parish and Grade School) и 21st Century Charter.

### Высшее образование
В Гэри расположены два региональных кампуса государственных колледжей:
- Северо-западный университет Индианы[англ.]
- Общественный колледж Айви-Тек штата Индиана[англ.]

## Медиа

### Газеты
В Гэри выходят две крупные газеты и ещё одна посвящённая в основном афроамериканцам. Эти газеты освещают региональные темы и события города.
- Газета Post-Tribune[англ.], первоначально называлась Gary Post-Tribune, сейчас базируется в городе Меррилвилл.
- Газета The Times of Northwest Indiana[англ.], в прошлом известна как Hammond Times. Офисы и помещения для The Times находятся поблизости города Манстер.
- Газета Gary Crusader[англ.], располагалась в Гэри и в основном ориентирована на интересы и читательскую аудиторию афроамериканцев.
- The INFO Newspaper, based in Gary and largely focused on African-American interests and readership
- Газеты Chicago Tribune и Chicago Sun-Times, расположенны в Чикаго, распространяются в Гэри.

### Телевидение и радио
В городе имеются пять местных вещательных компаний, а так же государственные и многочисленными радио-- и телестанциями Чикаго, а также другими близлежащими станциями в штатах Иллинойс и Индиана.
- Телеканал WPWR-TV[англ.] (Channel 50) является филиалом телевизионной сети MyNetworkTV в Чикаго и имеет лицензию на вещание в Гэри. Студии и передатчики расположены в одном здании в Чикаго с телеканалом WFLD[англ.], который принадлежит Fox Television Stations[англ.]
- Телеканал WYIN[англ.] (Channel 56) является филиалом Public Broadcasting Service, лицензированный для трансляции в Гэри. Их студии находятся в городе Меррилвилле.
- Радиостанция WGVE-FM[англ.] (частота FM-радио 88.7) принадлежит «Gary Community School Corporation» и используется в основном для учебных целей. Программа ведётся силами студентов. Передаются ограниченные программы National Public Radio.
- Радиостанция WLTH[англ.] (частота AM[англ.] 1370) передаёт разговорные и другие местные программы.
- Радиостанция WWCA[англ.] (частота AM 1270) принадлежащая Relevant Radio[англ.] передающая программы ориентированной на католиков.

## Инфраструктура

### Медицинские учреждения
- Gary Community Health Center
- Methodist Hospital

### Полиция
Гэри обслуживается Департаментом полиции Гэри и Департаментом шерифа округа Лейк.

### Пожарная часть
Пожарная служба Гэри (Gary Fire Department, GFD) обеспечивает противопожарную защиту и экстренную медицинскую помощь в городе.

### Транспорт
- Gary Public Transportation Corporation[англ.] является системой общественного транспорта. Система так же предоставляет экспресс-услуги, такие как Broadway Metro Express[англ.], для поездок за город, в том числе с пересадками в Чикаго. Граждане с ограниченными возможностями могут воспользоваться услугами трансфера без дополнительной платы.
- Gary/Chicago International Airport[англ.] работает в качестве «третьего аэропорта» для Чикаго. С новой взлётно-посадочной полосой[10]. Ранее он был расширен за счёт федеральных средств. Национальная гвардия разместила воздушный транспорт для собственных перевозок[58].
- Межштатная дорога 90[англ.] (I-90), I-80[англ.], I-94[англ.] и I-65[англ.] пересекают через Гэри, как и трассы Трасса 6[англ.], Трасса 12[англ.], Трасса 20[англ.], Дорога 20[англ.].  Бывший участок Дорога 312[англ.] был выведен из эксплуатации.
- Northern Indiana Commuter Transportation District управляется компанией South Shore Line[англ.], пригородной железнодорожной системой между городами Чикаго и Саут-Бенд. Это одна из последних действующих пригородных железнодорожных систем в США.

## Известные люди
Гэри является родным городом для семьи Джексонов, семьи музыкантов, повлиявших на современную популярную музыку. В 1950 году Джозеф и Кэтрин Джексон переехали из Ист-Чикаго, штат Индиана, в дом с двумя спальнями по адресу Джексон-стрит 2300. Они поженились 5 ноября 1949 года. Их дети-эстрадные артисты в 1989 году записали песню под названием «2300 Jackson Street». Среди детей Джексонов:
- Риби Джексон
- Джеки Джексон
- Тито Джексон
- Джермейн Джексон
- Ла Тойя Джексон
- Марлон Джексон
- Майкл Джексон
- Стивен Рэнделл Джексон
- Джанет Джексон

### Другие выдающиеся люди
- Чарльз Эдкинс — олимпийский боксёр
- Фордди Андерсон[англ.] — тренер по баскетболу[англ.]
- Дэн Баррейро[англ.] — ведущий спортивных радиопередач[англ.]
- Боб Бенуа[англ.] — руководитель отдела скачек
- Альберт М. Белавски[англ.] — политик начала XX века
- Карен Макдугал — модель журнала Playboy, ставшая в декабре 1997 году Playmate Месяца и в 1998 году Playmate Года.
- Фрэнк Борман — член команды Apollo 8
- Лайман Босток[англ.] — игрок Главной лиги бейсбола
- Джон Брим — блюзмэн
- Донна Бритт[англ.] — журналист и писатель
- Эвери Брукс — актёр и режиссёр
- Вик Бубас[англ.] — баскетбольный тренер NCAA
- Джон Бушеми[англ.] — военный фотограф
- Вивиан Картер[англ.] — музыкальный продюсер
- Джон Чикернео[англ.] — игрой Национальной футбольной лиги
- Рудольф М. Клей[англ.] — Мэр города Гэри[англ.] в 2006–2012 годах
- Уильям Койн[англ.] — Руководитель компании «Дюпон»[60]
- Брэнден Доусон[англ.] — баскетболист
- Тони ДеСантис[англ.] — основатель театров Drury Lane[англ.]
- Полли Дрейпер — актриса сериала Тридцать-с-чем-то
- Диана Дарем — первый чернокожий чемпион страны по гимнастике
- Кларисса Пинкола Эстес — писатель и психоаналитик
- Бьянка Фергюсон[англ.] — актриса телесериала Главный госпиталь
- Гарри Флурной[англ.] — баскетболист
- Теллис Фрэнк[англ.] — баскетболист
- Карен Фримен-Уилсон[англ.] — мэр города Гэри в 2012–2019 годах, бывший Генеральный прокурор штата Индиана[англ.]
- Морис Фридмэн[англ.] — исследователь в области репродуктивной физиологии
- Уинстон Гарланд[англ.] — баскетболист
- Дариус Гарленд — баскетболист[61]
- Джо Гейтс[англ.] — бейсболист
- Фредди Гиббс — рэпер
- Аарон Джаррелл Хэммонс[англ.] — баскетболист
- Том Хэрмон[англ.] — обладатель Трофея Хайсмана, спортивный телеведущий, отец актёра Марка Хэрмона
- Ричард Г. Хэтчер[англ.] — мэр города в 1968–1987 годах
- ЛаТрой Хокинс[англ.] — бейсбольный питчер
- Чак Хиггинс[англ.] — саксофонист, наиболее известный по песне «Pachuko Hop»
- Эрик Хиллман[англ.] — бейсбольный питчер
- Джеральд Айронс[англ.] — игрок NFL, полузащитник команды Оуклэнд Рэйдерс[англ.] и Кливленд Браунс в 1970–1979 годах
- Джонни Джексон[англ.] — барабанщик группы «Jackson 5»
- Тим Янкович[англ.] — главный тренер по баскетболу команды SMU[англ.]
- Элайджа Джонсон[англ.] — баскетболист команды Маккаби
- Джейсон Джонсон[англ.] — Игрок НФЛ
- Танк Джонсон[англ.] — Игрок НФЛ
- Алекс Каррас — победитель Трофея Аутленд[англ.], внесён в Зал славы футбола колледжа[англ.] и Зал славы профессионального футбола[англ.], игрок НФЛ и актёр (Сверкающие сёдла, Вебстер[англ.])
- Лу Каррас (1927–2018) — Игрок НФЛ
- Тед Каррас мл.[англ.] — футболист и тренер
- Тед Каррас-старший — Игрок НФЛ
- Роберт Кернс[англ.] — изобретатель[англ.] системы стеклоочистителей с прерывистым режимом работы, ставшей сюжетом фильма «Проблеск гениальности»
- Биг Дэдди Кинси[англ.] — Блюзовый певец, гитарист, гармонист и руководитель группы The Kinsey Report со своими сыновьями
- Рон Киттл[англ.] — полузащитник команды Чикаго Уайт Сокс и обладатель премии в категории Новичок года Главной лиги бейсбола
- Майло Коменич — участник турнира Баскетбольная команда «Вайоминг Ковбойз» 1942-43 гг.
- Боб Кухенберг[англ.] — Лайнмен НФЛ, двукратный чемпион Суперкубка в составе команды Майами Долфинс
- Барни Лидделл[англ.] — тромбонист в оркестре Лоуренса Уэлка
- Кевин Маги — баскетболист
- Эллен Магенис — учёный
- Карл Молден — Актёр, удостоенный премии «Оскар»; родился в городе Чикаго, вырос в Гэри
- Уильям Маршалл[англ.] — актёр театра и кино
- Милт Мэй[англ.] — профессиональный бейсболист
- Ким Мазель[англ.] — певица
- Вилли МакКартер[англ.] — Игрок НБА, Лос-Анджелес Лейкерс
- Ллойд МакКлендон[англ.] — профессиональный бейсболист, менеджер Питтсбург Пайрэтс, Сиэтл Маринерс[62]
- Мэтт Макконнелл[англ.] — телевизионный вещатель Аризона Койотис, Национальная хоккейная лига
- Джеймс МакКракен[англ.] — оперный певец
- Роберт Макдональд — управляющий Procter & Gamble, Министр по делам ветеранов при Бараке Обаме
- Ральф Маккуорри — концептуальный дизайнер и иллюстратор для Звёздные войны
- Эдди Мелтон[англ.] — Сенатор штата Индиана[англ.]
- Ларри Моффетт[англ.] — баскетболист
- Брэндон Мур[англ.] — Игрок НФЛ
- Систа Моника Паркер — певец в стиле электроблюз, госпел и соул, автор песен, продюсер[63]
- Джеррилинн Паттон[англ.] — известна как Jlin, электронный музыкант
- Джон Петрович[англ.] — руководитель телевидения, CNN
- Дэн Плесак[англ.] — бейсбольный питчер с 18-летней карьерой, аналитик MLB Network[англ.]
- Джесси Пауэлл[англ.] — артист звукозаписи
- Элизабет Браун Прайор[англ.] — писатель и дипломат
- Матис Джеймс Рид — музыкант, внесён в Зал славы блюза
- Гленн Робинсон — игрок НБА и первый номер драфта лиги, отец Гленн Робинсон III[англ.]
- Гленн Робинсон III[англ.] — игрок НБА
- Пол Самуэльсон — экономист, лауреат Медали Джона Бейтса Кларка (1947) and Нобелевской премии (1970)
- Шармелл Салливан-Хаффман[англ.] — рестлер WWE и камердинер
- Джерри Шей[англ.] — Игрок НФЛ
- Хелен Стэнли — киноактриса
- Джозеф Стиглиц — экономист, лауреат Медали Джона Бейтса Кларка (1979) и Нобелевской премии (2001)
- Хэнк Страм[англ.] — главный тренер НФЛ, внесён в Зал славы профессионального футбола[англ.]
- Жанна Стуньо[англ.] — дайвер, серебряный призёр Олимпийских игр
- Джордж Талиаферро[англ.] — Первый чернокожий игрок НФЛ и квотербек в Зал славы футбола колледжа[англ.]
- Кристал Талиеферо[англ.] — певица
- Эрнест Томас[англ.] — актёр (Что творится!![англ.])
- Тодд Вагнер[англ.] — предприниматель[64][65]
- Дэнис Уильямс — обладательница Грэмми в жанре R&B
- Фред Уильямсон — Игрок НФЛ, полузащитник команды Канзас-Сити Чифс в Супербоул I, трижды участник All-Star Американская футбольная лига, актёр, режиссёр, продюсер
- Тони Зэйл — двукратный чемпион в среднем весе, член Международного зала боксёрской славы

## Города-побратимы
- Китай: Фусинь, Ляонин, Китай[66]
- Нигерия: Лагос, Нигерия[67][68]

## См. так же
- Северо-Западная Индиана[англ.]
- Категория:Районы в Гэри, Индиана[англ.]
- Магнитогорск — город в России созданный по образцу Гэри
- Беспорядки, связанные с убийством Мартина Лютера Кинга[англ.]
- Беспорядки в Чикаго 1968 года[англ.]